# Watermead (Buckinghamshire)
Watermead est une paroisse civile et un village du Buckinghamshire, en Angleterre.